# Althorniidae
Famille
Les Althorniidae sont une famille de chromistes de l'embranchement des Bigyra, de la classe des Labyrinthulea et de l’ordre des Thraustochytriida.

## Étymologie
Le nom de la famille vient du genre type Althornia, dont l'origine est obscure.

## Description
Althornia est monotypique (Althornia crouchii) et se distingue des autres thraustochytrides par l'absence d'un réseau ectoplasmique et de son sagenétosome associé, ce qui fait que les cellules existent sous une forme flottante, non attachée. La paroi cellulaire est composée d'écailles et le mode de zoosporulation est quelque peu similaire à celui du genre Thraustochytrium. Sur la base d'une classification récente et de la probabilité que la souche type ait été perdue, Althornia est devenu un membre douteux des Thraustochytriidae sensu stricto.

## Répartition
Althornia, si tant est que son existence soit confirmée, est un genre planctonique.

## Liste des genres
Selon GBIF (11 septembre 2022) :
- Althornia Jones & Alderman, 1972

## Systématique
Le nom correct de ce taxon est Althorniidae Cavalier-Smith, 2012.